# Голдре
Го́лдре (ест. Holdre küla) — село в Естонії, у волості Тирва повіту Валґамаа.

## Населення
Чисельність населення на 31 грудня 2011 року становила 54 особи.

## Історія
До 21 жовтня 2017 року село входило до складу волості Гелме.

## Пам'ятки
- Маєток Голдре (Holdre mõis)

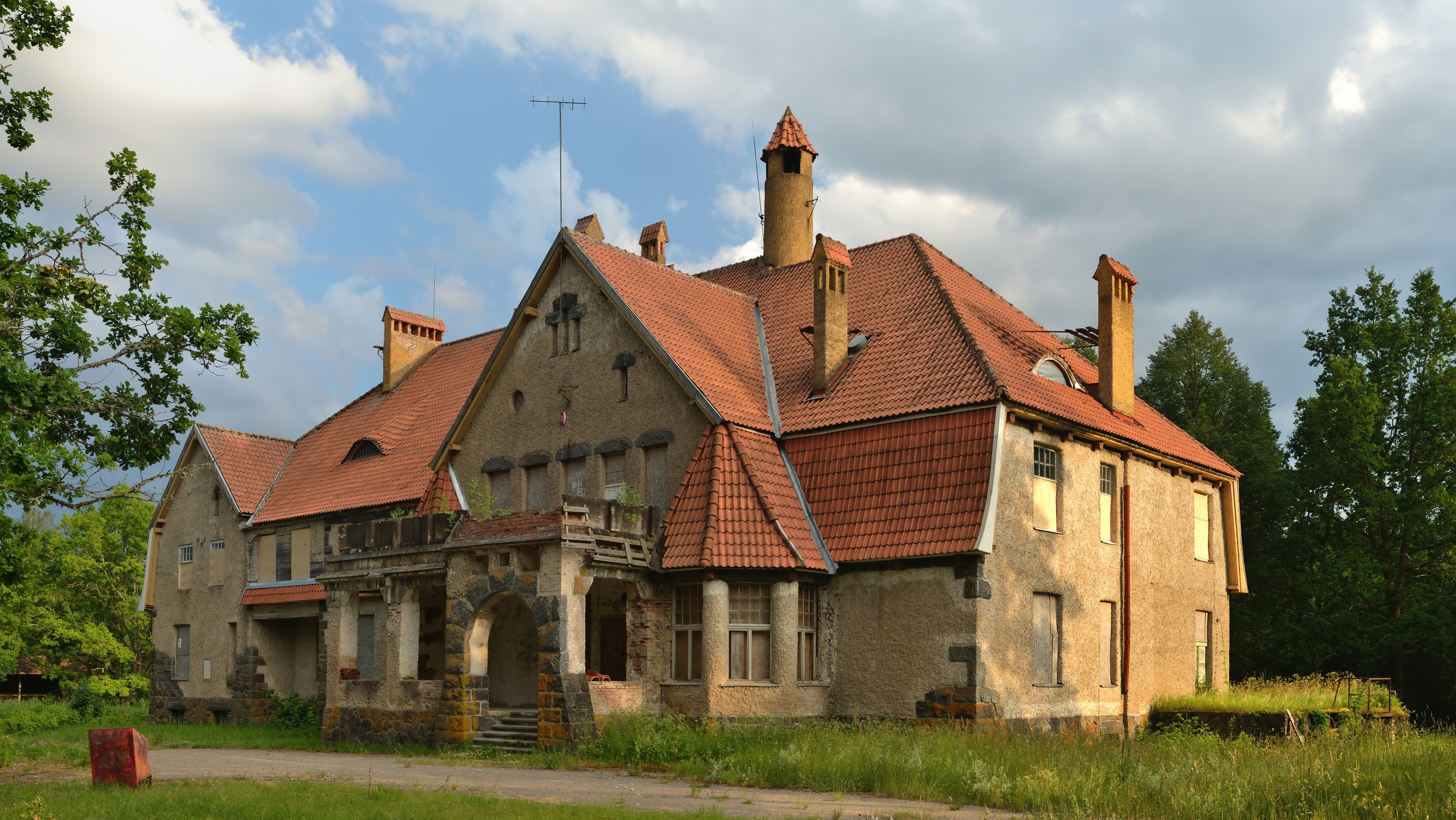
Головна будівля маєтку